# Sơn Châu
Sơn Châu là một xã thuộc huyện Hương Sơn, tỉnh Hà Tĩnh, Việt Nam.
Xã Sơn Châu có diện tích 4,85 km², dân số năm 1999 là 3748 người, mật độ dân số đạt 773 người/km².